# Takashi Sasano
Takashi Sasano (笹野 高史 Sasano Takashi?, nacido el 22 de junio de 1948) es un actor japonés. Sasano apareció en las películas de Kiyoshi Kurosawa Bright Future (2003) y Sanpo suru shinryakusha (2017). También actuó en la película Cut (2011) de Amir Naderi.

## Filmografía

### Cine
- Tora-san's Island Encounter (1985)
- Final Take (1986)
- A Class to Remember (1993)
- The Geisha House (1999)
- Keiho (1999)
- Last Scene (2002)
- Bright Future (2003)
- No One's Ark (2003)
- The Hidden Blade (2004)
- Ame Yori Setsunaku (2005)
- Metro ni Notte (2006)
- Love and Honor (2006)
- Nezu no Ban (2006)
- Tsuribaka Nisshi 17 (2006)
- Kabei: Our Mother (2008)
- 10 Promises to My Dog (2008)
- God's Puzzle (2008)
- Okuribito (2008)
- Mt. Tsurugidake (2009)
- Dia dokutâ (2009)
- Asahiyama Zoo Story: Penguins in the Sky (2009)
- Surely Someday (2010)
- Otōto (2010)
- Wasao (2011)
- Cut (2011)
- Hara-kiri: Muerte de un samurai (2011)
- Slapstick Brothers (2011)
- Tenchi: The Samurai Astronomer (2012)
- Thermae Romae (2012)
- 125 Years Memory (2015)
- Creepy (2016)
- Golden Orchestra (2016)
- What a Wonderful Family! (2016)
- Before We Vanish (2017)
- Recall (2018)
- What a Wonderful Family! 3: My Wife, My Life (2018)
- Life in Overtime (2018)
- Masquerade Hotel (2019)
- Tora-san, Wish You Were Here (2019), Gozen-sama
- Haruka no Sue (2019)
- The 47 Ronin in Debt (2019), Ochiai Yozaemon
- They Say Nothing Stays the Same (2019)
- Labyrinth of Cinema (2020)
- Dai kaijū no ato shimatsu (2022)

### Televisión
- Aoi Tokugawa Sandai (2000) – Torii Mototada
- Tenchijin (2009) – Toyotomi Hideyoshi
- Shinzanmono (2010)
- Keisei Saimin no Otoko Part 1 (2015) – Inoue Kaoru
- Shuriken Sentai Ninninger (2015) – Yoshitaka Igasaki
- Nobunaga Moyu (2016) – Yoshida Kanemi
- Chiisana Hashi de (2017)
- Ishitsubute (2017)
- Brother and Sister (2018)

## Premios
| Año  | Premio                                                                                                 |
| ---- | --- |
| 2007 | - 30° Premios de la Academia Japonesa: Mejor actor de reparto por Love and Honor                       |
| 2007 | - 28° Yokohama Film Festival: Mejor actor de reparto Nezu no Ban, Tsuribaka Nisshi 17 y Metro ni Notte |